# دیازینون

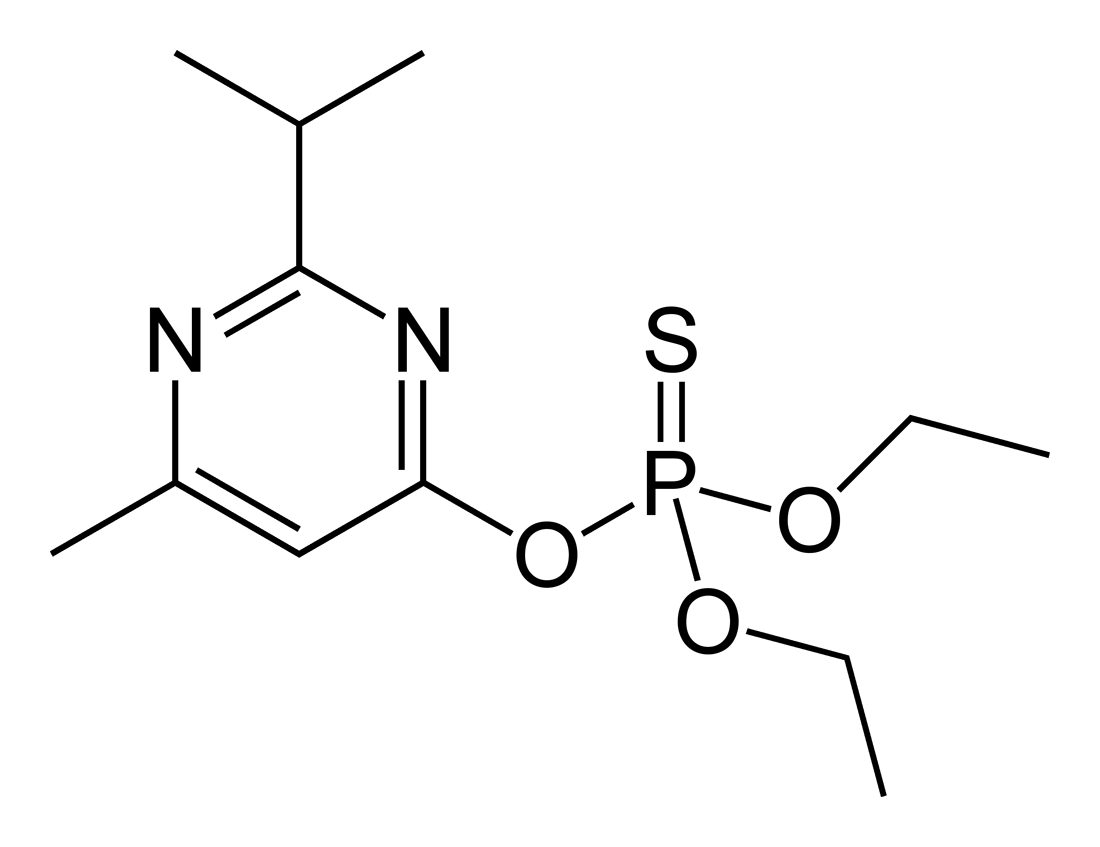
دیازینون.

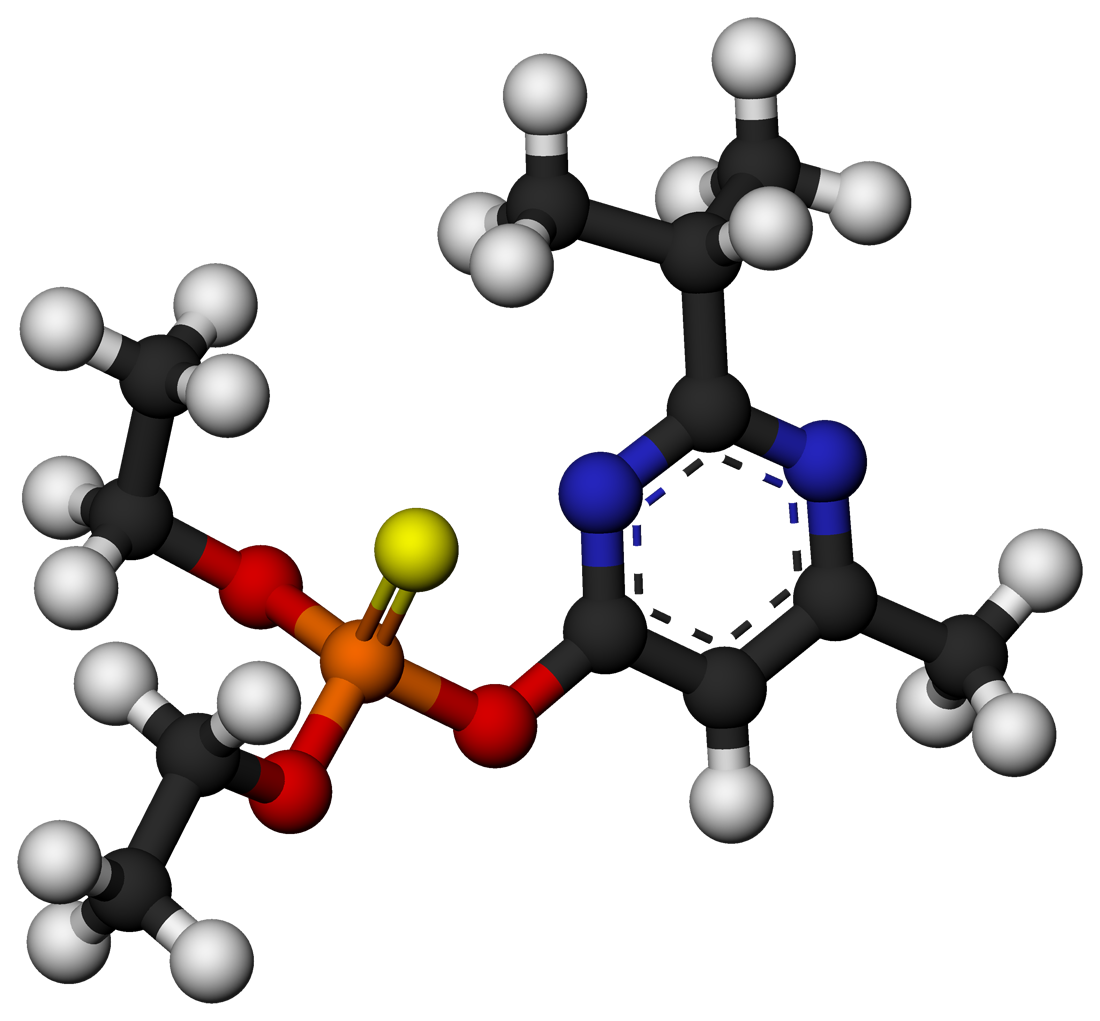
مدل مولکولی دیازینون.

دیازینون با مقدار کشندهٔ ۵۰-۱۰۰ (L.D.۵۰= ۵۰-۱۰۰ mgkg−۱) جزء سموم فسفره و یک حشره‌کش نسبتاً فرّار است و برای از بین بردن مگس و کنه مخصوصاً کنه تولوزانی به مقدار زیاد استفاده می‌شود. این حشره‌کش از طریق پوست بدن نیز جذب می‌شود بنابراین از تماس با پوست باید جلوگیری شود. . این حشره کش با داشتن قابلیت نفوذ در لایه‌های واکسی بافتهای گیاهی در کنترل آفاتی که در داخل نسوج گیاهی (مینوزها و ساقه خوارها) زندگی می‌کنند را می‌توان با موفقیت به کار برد. دیازینون یکی از پر مصرف‌ترین سموم ارگانوفسفره بوده که با کنترل طیف وسیعی از آفات جونده و مکنده در باغات و مزارع نقش مهمی در کنترل شیمیایی آفات دارد.
معرفی: دیازینون حشره کش و کنه کشی غیر سیستمیک، از گروه ارگانو فسفره است که با نحوه اثر تنفسی، تماسی و گوارشی طیف وسیعی از آفات جونده و مکنده را کنترل می‌کند. دیازینون علاوه بر خاصیت تماسی، دارای خاصیت نفوذی (عبور از برگ) نیز هست ولی داخل بافت گیاهان حرکت نمی‌کند. دیازینون با دارا بودن اثر ضربه‌ای، دارای دوام طولانی می‌باشد.
نحوه اثر: دیازینون در بدن جانداران با کاهش کولین استراز و اختلال در سلول‌های عصبی موجب مرگ می‌گردد.
علائم مسمومیت: سردرد، سرگیجه، اسهال، بی‌حسی و اختلال در بینائی.
کمکهای اولیه: در صورت مسمومیت، تا رسیدن پزشک، مسموم را در هوای آزاد نگهداری نمائید. به مسموم مواد قی‌آور (آب نمک نیمگرم یا محلول پر منگنات) خورانده و این کار را تا بی‌رنگ شدن مایع ادامه دهید.
پادزهر: سولفات آتروپین- توگزوگونین.